# Edward Leys
Edward Leys (Brugge, 5 juli 1889 - Mugeri-Katana, Belgisch-Congo, 10 augustus 1945) was een Belgisch rooms-katholiek priester, missionaris bij de Witte Paters van Afrika en missiebisschop.

## Levensloop
Edward Leys was een zoon van de hovenier en gemeenteraadslid Eduard Leys en Maria Simoens. Hij volbracht zijn middelbare studies aan het Sint-Lodewijkscollege in Brugge en was een van de leerlingen van de retorica 1908, waar hij onder meer als klasgenoot pater Raphaël de la Kethulle de Ryhove had.
In september 1908 trad hij in het noviciaat van de Witte Paters. Vandaar trok hij naar Carthago in Noord-Afrika, waar hij studeerde en in juni 1914 tot priester werd gewijd. Vervolgens werd hij naar Rome gestuurd om er een doctoraat te behalen.
Kort daarop brak de oorlog uit, de studies werden onderbreken en Pater Leys werd legeraalmoezenier. Zijn voornaamste taak was de zielzorg over de brancardiers, onder wie er talrijke seminaristen en kloosterlingen waren. Na de oorlog werd hij in 1919 leraar en in 1922 overste van het studiehuis van de Witte Paters in Boechout. In 1925 werd hij vice-provinciaal voor België en in 1926 afgevaardigde bij het algemeen kapittel van de Witte Paters in Rome.
In september 1927 vertrok hij naar Kiheta in Burundi, in het mandaatgebied Ruanda-Urundi, een voormalige Duitse kolonie die aan België was toegewezen. In dit missiegebied hadden talrijke West-Vlamingen gewerkt, onder wie Victor Roelens (Ardooie), August Huys en de Brugse Witte paters Jules Watteyne (schoonbroer van Edward Leys) en Gustaaf Van Acker. Leys werd tewerkgesteld in Kiheta. 
Hij speelde er weldra een belangrijke rol en na twee jaar werd hij uitverkozen om de leiding te nemen van het pas opgerichte vicariaat Kivu. Op 21 april 1930 werd hij in de kathedraal van Brugge door Gustaaf Waffelaert tot bisschop gewijd.
Het vicariaat (tweemaal de oppervlakte van België) telde zeven missieposten met 12.000 gedoopten en 8 à 9.000 catechumenen. Achttien Witte paters, zes Broeders en dertien Witte Zusters werden er ingezet voor de bekering van ongeveer een miljoen bewoners. Ze leidden er een klein seminarie en een catechistenschool.
Onder het beleid van Leys werden tussen 1930 en 1939 zes nieuwe missieposten gesticht: Jomba (1932), Bukavu en Uvira (1933), Mutongo (1935), Kashofu (1936) en Kamituga (1937). Toen hij eind 1943 door ziekte geveld werd, telde het Kivu-vicariaat 50.000 gedoopten en 14.000 catechumenen. Het onderwijs bestond uit 290 lagere scholen met 18.000 leerlingen. Het klein-seminarie telde 60 leerlingen en de normaalschool voor zwarte onderwijzers telde er 150 leerlingen. Beide instellingen stonden onder de directe leiding van de bisschop.
In 1939 stichtte hij in Nyangezi een middelbare school voor zwarte klerken. Ten behoeve van de ziekenzorg breidde hij de school uit voor inlandse verplegers.
Leys stichtte in 1941 het weekblad Hodi in het Swahili, dat een aanzienlijk succes kende.
In Bukavu richtte hij een middelbare school op voor blanke meisjes, geleid door de Dames van de Heilige Familie, en een middelbare school voor blanke jongens, bestuurd door de paters jezuïeten.
Daarnaast zorgde hij voor de opleiding van inlandse broeders en van kandidaat-priesters. Hij kon al spoedig de vier eerste inlandse priesters in Kivu wijden.
Hij was bijzonder actief in het uitbouwen in zijn vicariaat van een georganiseerde katholieke eredienst, evenals van de dienstverlening in het onderwijs en de ziekenzorg. In België werd zijn aanzienlijk werk geapprecieerd, zodat hij bezoek kreeg van koning Albert en later van prins Leopold en prinses Astrid.
In 1942 werd Leys ernstig ziek. De maagkanker die hem trof was ongeneeslijk en in 1945 overleed hij.